# Matteo Ricci Intézet
A Matteo Ricci Intézet (korábban Matteo Ricci Főiskola) a Seattle-i Egyetem Bölcsészet- és Természettudományi Főiskolájának része.

## Története
Az intézet névadója Matteo Ricci, a kínai jezsuita misszió egyik alapítója. Pedro Arrupe atya iránymutatása szerint a jezsuita iskolákban újra kell szervezni az oktatást; eszerint a hallgatók nem magukért, hanem másokért tanulnak. Ennek teljesítéséhez az előadások száma csökken, a szemináriumoké, beadandóké és cserediákprogramoké viszont nő. A képzés átalakítását a Carnegie Alapítvány támogatta. Az alapozó középiskolai szak a Washingtoni Egyetem szerint „jól ismert duális képzési program”.

## Oktatás
1975-től az intézet képzései 3+3 évig (három év középiskola és három év főiskola) tartottak, majd 1984-ben az azt igénylők számára középszinten negyedik évfolyam is indult. 1988-tól a főiskolai képzésre már a régió öt katolikus középiskolájának végzős diákjai is jelentkezhettek, 2015-től pedig az egyetem online képzésein keresztül is lehet felvételizni.

## Aktivizmus
2016-ban a hallgatók elérték, hogy Jodi Kelly dékánt eltávolítsák pozíciójából, mivel szerintük a képzések csak a Nyugat történelméről szóltak, és nem érintettek olyan témaköröket, mint a társadalmi igazságosság és a szegénység, amelyek szerintük a képzések alappilléreiként szolgálnak (a Washingtoni Egyetem esetében hasonló folyamat zajlott le). A diákok azt is kifogásolták, hogy Kelly javasolta Dick Gregory Nigger című önéletrajzának elolvasását.

## Fordítás
- Ez a szócikk részben vagy egészben  a   Matteo Ricci College című angol Wikipédia-szócikk ezen változatának fordításán alapul.  Az eredeti cikk szerkesztőit annak laptörténete sorolja fel. Ez a jelzés csupán a megfogalmazás eredetét és a szerzői jogokat jelzi, nem szolgál a cikkben szereplő információk forrásmegjelöléseként.